# 菲舍爾費里 (紐約州)
菲舍爾費里（英語：Vischer Ferry）是位於美國紐約州薩拉托加縣的非建制地區。

## 歷史
菲舍爾費里的郵局於1833年設立，其後於1934年停運。

## 地理
菲舍爾費里所處的海拔為高於海平面65米（即213英呎），而該地所採用的時區為UTC-5，即北美东部时区（EST）。同時該地設有夏令時間，為UTC-5調快一小時，即UTC-4（EDT）。